# Московська торговельна компанія

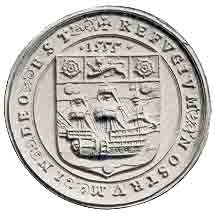
Печатка Московської компанії з датою 1555 рік і девізом Refugium Nostrum in Deo Est, «Наш притулок у Бозі». Корабель зображений, незвично для геральдики — пливе у бык зловысного, тобто на Схід.

Московська торговельна компанія, Московська компанія (англ. Muscovy Trading Company) — англійська торговельна компанія, яка діяла понад 360 років на території Московії (пізніше Російська імперія), у 1554-1917.

## Історія
Після відкриття 1553 року морського шляху в Московію через Біле море (3 кораблі було відправлено Джоном Дадлі і Ендрю Джаддом), у 1554 почала свою діяльність Московська торговельна компанія, отримавши хартію на монопольну торгівлю з Московією (ця монополія зберігалася до 1698). Іван IV Грозний, за правління якого це сталося, підтримував компанію, надавши їй право безмитної торгівлі з Московією. Крім Московії активно торгувала з Іраном і Середньою Азію.
Від самого початку існування вела не тільки і не стільки, торговельну діяльність, як брала участь у політичних подіях у Московії. Так, у 1567 один з керівників компанії Ентоні Дженкінсон виступав посередником у переговорах Івана Грозного і королеви Англії Єлизавети I про укладення шлюбу, який у випадку програшу в Лівонській війні забезпечував московитському царю політичний притулок.
Як окремі чиновники, так і компанія в цілому, не раз ставали суб'єктами і об'єктами політичних скандалів, обопільних звинувачень, гонінь тощо. Зокрема, у 1646 діяльність компанії взагалі було оголошено поза законом, а її співробітників вигнано з Московії. Компанія поновила своє функціонування лише після реставрації на англійському престолі короля Карла II у 1660.
У часи Російської імперії компанія діяла на території України, зокрема активно в Києві, завдяки чому доступними тут ставали новинки західної інженерної думки, імпортований крам тощо.
Діяльність компанії припинено відразу після Жовтневого перевороту 1917.